# Jezioro Żarnowieckie
Jezioro Żarnowieckie (kaszub. Żarnowsczé Jezoro, niem. Zarnowitzer See) – jezioro rynnowe w północnej Polsce, położone w województwie pomorskim, powiecie wejherowskim, w gminie Gniewino, na obszarze Wysoczyzny Choczewskiej. 

## Charakterystyka
Przez jezioro przepływa rzeka Piaśnica. Dno jeziora znajduje się poniżej poziomu morza (kryptodepresja).
Od 2011 roku nad Jeziorem Żarnowieckim istnieją 4 przystanie jachtowe (w Lubkowie-DPS, Brzynie, Nadolu i Lubkowie).

## Dane morfometryczne
Powierzchnia 1431 ha, długość 7,6 km, szerokość 2,6 km, maksymalna głębokość 19,4 m.

## Historia

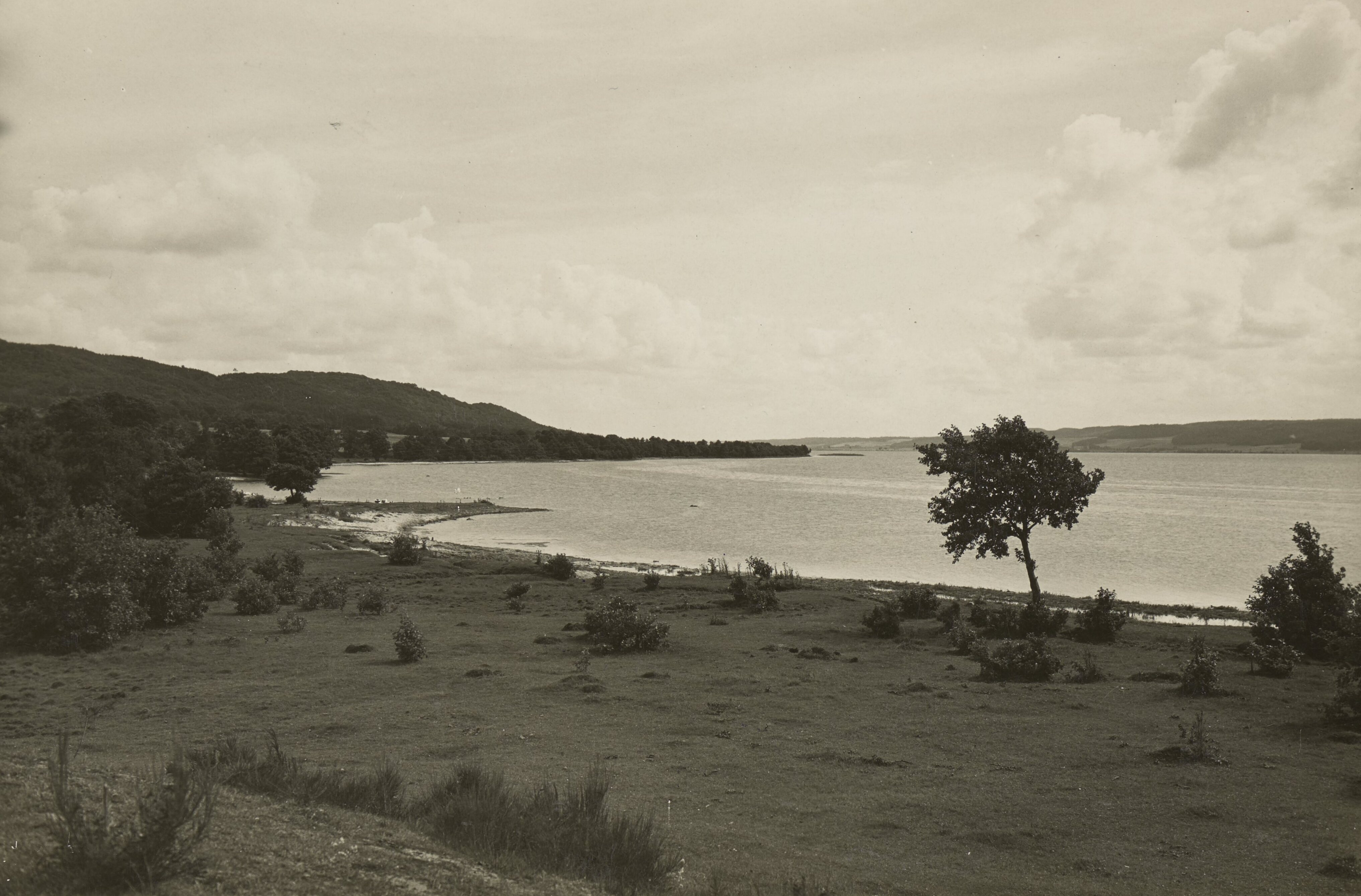
Widok jeziora przed 1939

Dawna własność cystersów z Oliwy. W wiekach wcześniejszych jezioro historycznie na linii pomiędzy Prusami a Królestwem Polskim (daw. woj. pomorskie) ale także między Pomorzem a Prusami Zachodnimi (Pommerellen).
Do września 1939 jezioro znajdowało się na obszarze Polski (stan na rok 1935: II RP, Województwo pomorskie, Powiat morski) przy samej granicy polsko-niemieckiej, która biegła jego północno-zachodnim brzegiem, między kamieniami granicznymi A022 a A044, granica później częściowo odchodziła na zachód zostawiając miejscowość Nadole po stronie Polski, linia graniczna wracała do brzegów w jego południowej części między kamieniami „wersalskimi” A077 a A082 przy wejściu Piaśnicy. Na północnym krańcu jeziora przy wyjściu Piaśnicy znajdował się polski posterunek straży granicznej. Po roku 1945 akwen już całkowicie na obszarze Polski m.in. w woj. gdańskim.

### Elektrownia
Nad jeziorem miała powstać Elektrownia Jądrowa „Żarnowiec”, pierwsza w Polsce elektrownia jądrowa, ale jej budowę przerwano w 1990. Obecnie znajduje się tam największa w kraju elektrownia szczytowo-pompowa (o mocy 716 MW), uruchomiona w 1982.